# Erin Cummings
Erin Lynn Cummings (Huntsville, Texas, 19 de julio de 1977) es una actriz estadounidense. Ha aparecido en programas de televisión como Star Trek: Enterprise, Charmed, Dante's Cove, The Bold and the Beautiful, Cold Case, Dollhouse y Spartacus: Blood and Sand.

## Carrera
Cummings apareció junto a América Olivo y Julia Voth en la película de acción Bitch Slap.
Recientemente ha interpretado a Sura (esposa de Spartacus) en la serie de Starz, Spartacus: Blood and Sand.

## Recepción pública
Cummings obtuvo el puesto número 40 en la lista de "los rostros más bellos del 2010" de TC Candler, junto a Blake Lively en el puesto 39 y Preity Zinta en el 41.

## Filmografía
| Año  | Título                           | Papel                             | Notas                   |
| ---- | -------------------------------- | --------------------------------- | ----------------------- |
| 2003 | The Analysts                     | Noelle                            |                         |
| 2003 | Star Trek: Enterprise            | Prostitute #1                     | Serie de TV             |
| 2004 | Hollywood the Hard Way           | Tori Welsh                        |                         |
| 2004 | Golf Cart Driving School         | Muerta por Golf Cart - Dog Walker |                         |
| 2005 | Passions                         | Roadhouse Woman #2                | Serie de TV             |
| 2005 | Threshold : Premier Contact      | Jen                               | Serie de TV             |
| 2006 | Tomorrow's Yesterday             | Janice                            |                         |
| 2006 | Charmed                          | Patra                             | Serie de TV             |
| 2006 | After Midnight: Life Behind Bars | Crystal                           | Telefilme               |
| 2006 | Dante's Cove                     | Michelle                          | Serie de TV             |
| 2007 | Rolling                          | Lexa                              |                         |
| 2007 | A New Tomorrow                   | Madonna                           |                         |
| 2007 | The Bold and the Beautiful       | Ann Lloyd                         | Serie de TV             |
| 2008 | Welcome Home, Roscoe Jenkins     | Sally                             |                         |
| 2008 | Oh Baby!                         | Caroline                          |                         |
| 2008 | Cold Case                        | Rita Flynn '53                    | Serie de TV: 1 episodio |
| 2009 | Dark House                       | Paula Clark                       |                         |
| 2009 | Bitch Slap                       | Hel                               |                         |
| 2009 | Dollhouse                        | Acompañante                       | Serie de TV             |
| 2009 | Nip/Tuck                         | Jessie                            | Serie de TV             |
| 2010 | Spartacus: Blood and Sand        | Sura                              | Serie de TV             |
| 2010 | Mad Men                          | Candace                           | Serie de TV             |
| 2010 | Detroit 1-8-7                    | Dr. Abbey Ward                    | Serie de TV             |
| 2014 | Late Phases                      | Anne                              |                         |